# 1999 VW24
1999 VW24 är en asteroid i huvudbältet som upptäcktes 13 november 1999 av den japanska astronomen Takao Kobayashi vid Ōizumi-observatoriet.
Asteroiden har en diameter på ungefär 25 kilometer.